# 단청장 (대구광역시 무형문화재 제14호)
단청장(丹靑匠)은 단청을 하는 기술과 그 기술을 가진 사람이다. 1999년 1월 9일 대구광역시의 무형문화재 제14호로 지정되었다.

## 개요
단청이란 청색, 적색, 황색, 백색, 흑색 등 다섯가지 색을 기본으로 사용하여 건축물이나 공예품 등에 무늬와 그림을 그려 아름답게 채색하는 것을 말한다. 이러한 단청을 하는 기술과 그 기술을 가진 사람을 단청장이라고 하는데, 단청에 종사하는 사람이 승려인 경우에는 금어 또는 화승으로 불렀다.
우리나라 단청은 삼국시대의 여러 고분벽화를 통해 찾아볼 수 있는데, 특히 고구려 고분벽화는 당시의 건축양식과 단청의 모습을 보여주고 있어서 그 유래가 오래되었음을 알 수 있다. 고분에서 출토된 채화, 칠기 등의 그릇에서도 단청이 발견되나 주로 목조건축물에 많이 쓰였다. 단청은 건물벽체를 화려하게 꾸미는 일과 불상을 그리는 일도 포괄하기 때문에 회화적인 면이 많다.
단청장 수업과정에 있어서 맨 먼저 시왕초(十王草)부터 그대로 그리는 연습을 많이하고, 갑옷입은 천왕초(天王草)를 익힌다. 어느 정도 솜씨가 생기면 불·보살 등을 그리는 상단탱화를 그리면서 단청장이 되는 것이다. 단청의 종류에는 흑백선으로 간단히 긋는 긋기단청, 머리초안 그리는 모로단청, 오색으로 현란하게 그리는 금단청 등 여러 종류가 있다.
단청은 불교미술의 한 분야로서 불교의 교리와 이념을 표현하는 작업으로 우리의 역사속에 이어져 내려왔다. 종교미술로서의 역할뿐만 아니라 우리민족의 정서와 삶의 표현인 단청은 전통적인 공예기술로서, 조정우씨가 기능보유자로 인정되어 그 맥을 이어가고 있다.

## 전승자
| 구분   | 성명 (생년월일)               | 성별 | 기예능 | 주소                   | 인정·해제일자   | 비고 |
| ------ | ----------------------------- | ---- | ------ | ---------------------- | --------------- | ---- |
| 보유자 | 전연호 (全沿昊) (1954. 1.28.) | 남   | 단청   | 대구광역시 중구 대봉로 | 2020.02.10 인정 |      |

## 참고 문헌
- 단청장 - 국가유산청 국가유산포털